# Матинекок (Њујорк)
Матинекок (енгл. Matinecock) град је у америчкој савезној држави Њујорк.

## Демографија
По попису из 2010. године број становника је 810, што је 26 (-3,1%) становника мање него 2000. године.
| Група             | 2000.       | 2010.       |
| Белци             | 775 (92,7%) | 727 (89,8%) |
| Афроамериканци    | 9 (1,1%)    | 15 (1,9%)   |
| Азијати           | 13 (1,6%)   | 16 (2,0%)   |
| Хиспаноамериканци | 32 (3,8%)   | 50 (6,2%)   |
| Укупно            | 836         | 810         |